# Амфора Полігнота (Москва)
Амфора Полігнота — наново віднайдена амфора давньогрецького вазописця Полігнота 5 ст. до н. е., яку реставрували в Музеї образотворчих мистецтв імені Пушкіна.

## Історія побутування
За припущеннями, уламки якихось давньогрецьких посудин знайдені в 19 столітті в місті Нола, Італія, ймовірно, в пограбованому похованні етруска. Греки з італійських колоній активно торгували з етрусками розписаними вазами. Тоді ж (в 19 столітті) вперше була проведена нашвидкоруч реставрація амфори, щонайменше з двох посудин, аби надати виробу товарного вигляду і подорожче продати. Сколоті частини, відсутні частини амфори доповнили гіпсом і затонували. Амфору придбав мандрівник з Російської імперії і вивіз вазу на батьківщину.

## Нова реставрація амфори
Амфора потрапила до збірок Державного історичного музею в Москві. За міжмузейними обмінами, непрофільна для закладу амфора 1923 року була передана в Музей образотворчих мистецтв. Проведена комерційна реставрація не влаштувала музейних фахівців і вазу розібрали на первісні шматки. Черепки помили і відчистили від бруду і пізніх тонувань-нашарувань, нанесених під час комерційної реставрації. Уламки наново зібрали і вивчили. Тоді і було зроблене відкриття: один з уламків мав оригінальний підпис вазописця Полігнота доби 5 ст. до н. е., який не помітив реставратор 19 століття і затонував під час комерційної реставрації. Відкриття стало приємною несподіванкою, бо до 1995 року науковцям відомі лише два стамноси, пеліка та уламки кратера, підписані Полігнотом. Відтепер до них додалася і амфора з підписом Полігнота.

## Опис твору
Висота амфори 57,9 см, найбільший діаметр 29,2 см. Розпис в техніці червонофігурний вазопис. На одному боці — сцена з Ахіллом, що сидить на стільці з накинутим на голову краєм плаща. Поряд з ним стоять його молодий друг Патрокл та бородатий вчитель Фойнікс.
Другий бік амфори прикрашає колісниця богині зорі Еос, котра править двома крилатими конями. Вони виринають з вод Океану. Вазописець відтворив води Океана хвилястими лініями сірої фарби, з хвиль якої вистрибнув дельфін. Шийка амфори прикрашена пальметами. Амфора Полігнота з Москви віднесена до пізнього періоду творчості вазописця. Вказівкою на це вважають досить лаконічний малюнок сцен з переважно довгими лініями, створеними чорним лаком і деяка неохайність самих малюнків. В ранній період малюнкам Полігнота були властиві ретельно виписані сцени, особливо детальні в відтворенні жіночого одягу. Написів небагато, позначені імена богині Еос та самого Ахілла. Оригінальний підпис майстра стоїть поряд з фігурою богині зорі.